# Prix Inkwell
Les prix Inkwell (anglais : Inkwell Awards) sont remis chaque année depuis 2008 pour récompenser des encreurs ou des dessinateurs à l'encrage remarquable travaillant dans l'industrie du comic book. Les lauréats sont choisis par vote en ligne de professionnels et de lecteurs d'après une sélection opérée par un comité de sélection ad hoc.
L'organisation a également mis en place un temple de la renommée nommé en l'honneur de Joe Sinnott, auquel deux ajouts sont faits chaque année par l'organisation des prix.

## Liste des prix

### Meilleur encreur
Ce prix, appelé « Favorite Inker » en anglais, récompense pour l'ensemble de son travail un encreur ayant exercé dans l'industrie du comic book américain l'année de la remise du prix. En 2008 des catégories « retro » et « modern » ont été distinguées.
- 2008 (rétro) : Terry Austin & Joe Sinnott (ex æquo)
- 2008 (moderne) : Danny Miki
- 2009 : Wade Von Grawbadger
- 2010 : Mark Morales
- 2011 : Scott Hanna
- 2012 : Mark Farmer
- 2013 : Klaus Johnson
- 2014 : Norm Rapmund
- 2015 : Victor Olazaba
- 2016 : Joe Prado
- 2017 : Scott Hanna (2e fois)
- 2018 : Scott Hanna (3e fois)
- 2019 : Walden Wong
- 2020 : Walden Wong (2e fois)
- 2021 : Ruy José
- 2022 : Eber Ferreira

### Encreur le plus adaptable
Ce prix, appelé « Most-Adaptable Inker » en anglais, récompense un encreur qui sait s'adapter à tous styles de dessin et qui a exercé dans l'industrie du comic book américain l'année de la remise du prix.
- 2008 : Danny Miki
- 2009 : Tim Townsend
- 2010 : Scott Hanna
- 2011 : Scott Hanna (2efois)
- 2012 : Scott Hanna (3e fois)
- 2013 : Jonathan Glapion
- 2014 : Walden Wong
- 2015 : Walden Wong (2e fois)
- 2016 : Walden Wong (3e fois)
- 2017 : Walden Wong (4e fois)
- 2018 : Scott Hanna (4e fois)
- 2019 : Walden Wong (5e fois)
- 2020 : Walden Wong (6e fois)
- 2021 : Norm Rapmund
- 2022 : Norm Rapmund

### Prix de l'encouragement
Ce prix, appelé « Props Awards » en anglais, récompense un encreur dont le travail mérite plus d'attention ayant exercé dans l'industrie du comic book américain l'année de la remise du prix.
- 2008 : Danny Miki
- 2009 : Matt Ryan
- 2010 : Jonathan Glapion
- 2011 : Art Thibert (en)
- 2012 : Scott Hanna
- 2013 : Eber Ferreira
- 2014 : Walden Wong
- 2015 : Wade von Grawbadger
- 2016 : Wade von Grawbadger (2e fois)
- 2017 : Scott Hanna (2e fois)
- 2018 : Joe Prado
- 2019 : Elisabetta D’Amico
- 2020 : Eber Ferreira
- 2021 : Eber Ferreira
- 2022 : Tim Townsend

### Prix SPAMI
Ce prix, appelé « “SPAMI” Award (Small Press and Mainstream-Independent) » en anglais, récompense un encreur ne travaillant ni pour Marvel Comics ni pour DC Comics.
- 2009 : Tim Townsend
- 2010 : Dan Parsons (en)
- 2011 : Cliff Rathburn (en)
- 2012 : Dexter Vines (en)
- 2013 : Sal Buscema
- 2014 : Andrew Pepoy
- 2015 : Dan Parsons
- 2016 : Stefano Gaudiano
- 2017 : Jonathan Glapion
- 2018 : Sal Buscema (2e fois)
- 2019 : Stefano Gaudiano (2e fois)
- 2020 : Stefano Gaudiano (3e fois)
- 2021 : Adelso Corona
- 2022 : Adelso Corona

### Prix tout-en-un
Ce prix, appelé « All-in-One Award » en anglais, récompense un dessinateur encrant lui-même son travail et qui a travaillé pour l'industrie du comic book américain l'année de la remise du prix.
- 2009 : Mike Mignola
- 2010 : Amanda Conner
- 2011 : Francis Manapul
- 2012 : J.H. Williams
- 2013 : Skottie Young
- 2014 : Stan Sakai
- 2015 : Fiona Staples
- 2016 : Jason Fabok
- 2017 : Erik Larsen
- 2018 : Liam Sharp
- 2019 : Lee Weeks
- 2020 : Liam Sharp (2e fois)
- 2021 : Chris Samnee
- 2022 : Walter Simonson

### Prix spécial
Ce prix, appelé « The Special recognition award » en anglais, récompense un encreur pour l'ensemble de son œuvre. En 2018, il est renommé « Stacey Aragon Special Recognition Award » en l'honneur d'un membre de l'organisation du prix décédé d'un cancer en 2017.
- 2015 : Bernie Wrightson (1948-2017)
- 2016 : Vince Colletta (1923-1991)
- 2017 : Violet Barclay (1922-2012) et Al Milgrom (1950-)
- 2018 : Russ Heath (1926-)
- 2019 : Jack Davis (1924-2016) et Marie Severin (1929-2018)
- 2020 : Allen Bellman (en) (1924-2020), Sal Buscema (1936-) et Norman Lee (1968-2015)
- 2021 : Wendy Pini, Alfredo Alcala et Frank Frazetta
- 2022 : George Pérez, Gene Day, John Severin et Dave Stevens[1]

### Autres prix
Plusieurs prix remis en 2008 lors de la première cérémonie n'ont pas été reconduits les années suivantes.
- Meilleur finisseur/embellisseur (rétro) : Tom Palmer (dessinateur)
- Meilleur finisseur/embellisseur (moderne) : Kevin Nowlan
- Encreur le plus prolifique : Danny Miki
- Prix du « MVP » : Danny Miki
- Prix du Sens du devoir : Bob Almond (en)

## Temple de la renommée Joe Sinnott
Ce temple de la renommée récompense un encreur ayant au moins 25 ans de carrière pour l'ensemble de son œuvre
- 2008 : Joe Sinnott (1926-2020)
- 2009 : Terry Austin (1952-) et Dick Giordano (1932-2010)
- 2010 : Klaus Janson (1952-) et Al Williamson (1931-2010)
- 2011 : Kevin Nowlan (1958-) et Wally Wood (1927-1981)
- 2012 : Mark McKenna (19??-) et Scott Williams (19??-)
- 2013 : Dick Ayers (1924-2014) et Murphy Anderson (1926-2015)
- 2014 : Joe Simon (1913-2011) et Tom Palmer (1942-)
- 2015 : Joe Kubert (1926-2012) et Steve Ditko (1927-2018)
- 2016 : Frank Giacoia (1924-1988) et Josef Rubinstein (1958-)
- 2017 : Jerry Ordway (1957-) et Rudy Nebres (en) (1937-)
- 2018 : Joe Giella (1928-) et Bob McLeod (en) (1951-)
- 2019 : Neal Adams (1941-2022) et Dan Adkins (1937-2013)
- 2020 : Bob Layton (1953-), John Romita Sr. (1930-) et Bernie Wrightson (1948-2017)
- 2021 : Mike Esposito (1927-2010), Pablo Marcos (1937-), Sal Buscema (1936-), et Mike Royer (1941-)
- 2022 : Brett Breeding (1961-) et Bob Wiacek (1953-)[1]